# Joaquim Pantaleão Teles de Queirós

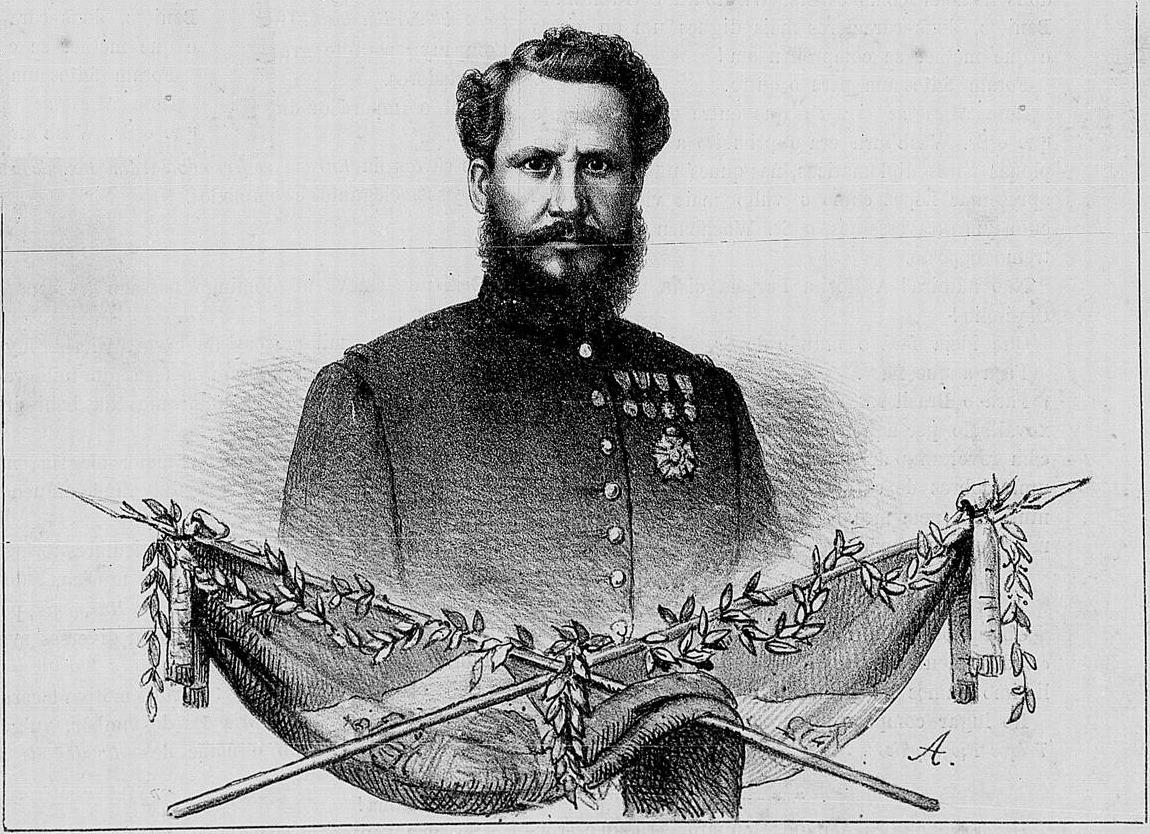
O major Joaquim Pantaleão Teles de Queirós, morto em 28 de agosto, no último ataque ao reduto de Tebicuary.

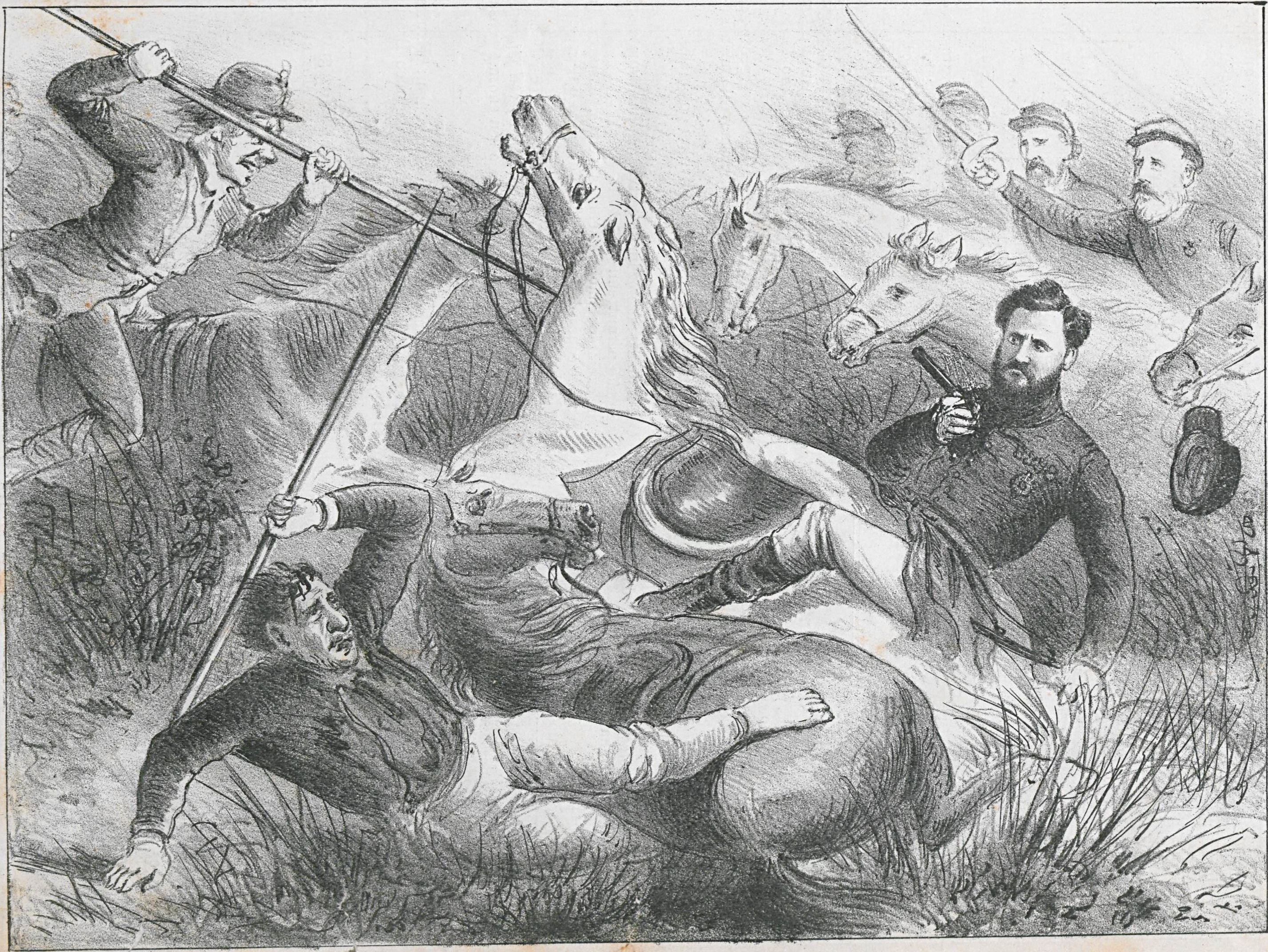
O então Capitão Joaquim Pantaleão Telles de Queiroz, durante a ataque ao Estabelecimento, jogado ao chão para escapar de golpes de lanças acerta um dos agressores com um tiro de seu revólver, sendo o outro morto por seus colegas de farda. Pantaleão foi apenas arranhado em uma perna e nesse dia promovido a major (Semana Ilustrada, 1868).

Joaquim Pantaleão Teles de Queirós (Porto Alegre, 1836 — perto do rio Tebicuary, 1868) foi um militar brasileiro.
Lutou junto com seus irmãos na Guerra do Paraguai. Era comandante do piquete de Manuel Luís Osório - futuro marquês do Herval - e foi dos primeiros a pisar o solo paraguaio, na invasão de 16 de abril de 1866. Perdeu a vida, no posto de major e à frente de seu Regimento, no ataque às fortificações do Passo Real do Tebicuary.
Recebeu por atos de bravura, a Imperial Ordem do Cruzeiro, a Imperial Ordem de Cristo e a Imperial Ordem da Rosa.
Casou-se com D. Perpétua das Chagas, filha do barão de Candiota, um dos maiores estancieiros gaúchos da época do Império. Sua descendência uniria os dois sobrenomes, o seu e de sua esposa, dando origem à família Chagastelles.